# Ткаченко, Сергей Викторович (футболист)
Серге́й Ви́кторович Ткаче́нко (укр. Сергій Вікторович Ткаченко; 10 февраля 1979, Одесса, Украинская ССР, СССР) — украинский футболист, полузащитник. Закончил профессиональную карьеру осенью 2011 года, в возрасте 32-х лет, по рекомендации врачей в связи со старой травмой голеностопа.
Воспитанник одесского футбола. Играл в СК «Одесса», «Черноморец» (Одесса), ЦСКА (Киев), «Арсенал» (Киев), «Шахтер» (Донецк) (серебряные медали чемпионата Украины 2006/07), «Металлург» (Донецк). Именно в донецком «Металлурге» провёл наибольшее количество сезонов; там же дважды становился обладателем бронзовых медалей чемпионата страны (2002/03 и 2004/05). Карьеру завершил в футбольном клубе «Одесса». Всего профессиональному футболу отдал пятнадцать лет. Провёл 4 матча за национальную сборную Украины: (2003 год — против Румынии, 2004 год — против Ливии, 2006 год — против Азербайджана и Грузии).